# American Society for the Prevention of Cruelty to Animals
American Society for the Prevention of Cruelty to Animals (ofte kaldet ASPCA) er en non-profit organisation som er dedikeret til at forhindre dyremishandling. Den blev grundlagt af Henry Bergh 10. april 1866. Det er USA's ældste hjælpeorganisation. Deres mission er "at yde effektive måder at forhindre dyremishandling over hele USA på".
ASPCA er meget aktive ved at lobbye for human lovgivning, med regionale og føderale lobbyister som dækker alle 50 amerikanske delstater. ASPCA er i kontakt med føderale og delstatslige lovgivere for at få dem til at overveje dyrevenlige lovforslag. ASPCA laver også udkast til humane lovgivningsinitiativer og forslag, som lovgivere kan tage op til diskussion ved deres sessioner.
Mange lokale organisationer bruger udtrykket SPCA, men de har ikke noget med ASPCA at gøre, da ASPCA ligger i New York og dækker hele landet.
ASPCA fejrede sin 140. fødselsdag 10. april 2006. Organisationens formand er i øjeblikket Ed Sayres.